# Pucará (Bolivia)
Pucará è un comune (municipio in spagnolo) della Bolivia nella provincia di Vallegrande (dipartimento di Santa Cruz) con 2.321 abitanti (dato 2010).

## Cantoni
Il comune è suddiviso in 2 cantoni:
- Pucará
- La Higuera